# Ballenger Creek
Ballenger Creek é uma Região censo-designada localizada no estado americano de Maryland, no Condado de Frederick.

## Demografia
Segundo o censo americano de 2000, a sua população era de 13.518 habitantes.

## Geografia
De acordo com o United States Census Bureau tem uma área de
14,5 km², dos quais 14,5 km² cobertos por terra e 0,0 km² cobertos por água.

## Localidades na vizinhança
O diagrama seguinte representa as localidades num raio de 12 km ao redor de Ballenger Creek.